# Verbascum virgatum
Verbascum virgatum là một loài thực vật có hoa trong họ Huyền sâm. Loài này được Stokes miêu tả khoa học đầu tiên năm 1787.